# André Gautier

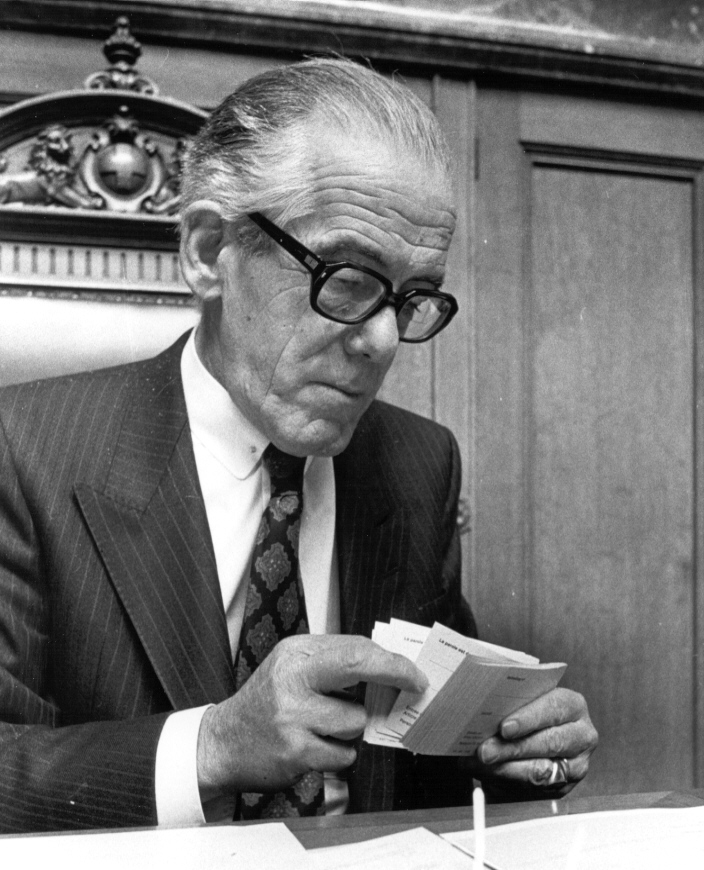
André Gautier

André Gautier (* 26. August 1924 in Les Eaux-Vives; † 27. November 2000 in Genf, heimatberechtigt in Genf) war ein Schweizer Politiker (LPS).

## Biografie
Nach seinem Doktorat im Jahr 1954 arbeitete er ab 1959 als Spezialarzt FMH für Kinderheilkunde. Er eröffnete eine Praxis, wurde dann Belegarzt an der Universitätsklinik für Kinderheilkunde und im Jahre 1967 schliesslich Privatdozent an der medizinischen Fakultät.
1969 kandidierte Gautier auf der Liberalen Liste für den Grossen Rat des Kantons Genf, ohne sich vorher politisch betätigt zu haben. Nach seiner überraschenden Wahl hatte er bis 1977 Einsitz im Grossen Rat und engagierte sich immer für die Politik. Bei den Nationalratswahlen von 1971 wurde er auf den ersten Ersatzplatz gewählt und nahm nach dem Tod von Raymond Deonna, dessen Sitz im Nationalrat ein. Bis zum 29. November 1987 hatte er Einsitz im Nationalrat und war im Amtsjahr 1983/84 Nationalratspräsident. Am 30. November 1987 wurde er in den Ständerat gewählt und war dort bis zum 24. November 1991 tätig.
In der Schweizer Armee war Gautier Oberstleutnant der Sanitätstruppen. Er ist auf dem Cimetière des Rois begraben, der als Genfs Pantheon gilt.